# 奧托·埃里希·多伊奇
奧托·埃里希·多伊奇（德語：Otto Erich Deutsch；1883年9月5日—1967年11月23日）是奧地利的音樂學學者，最為人所知的成就是整建了弗朗茨·舒伯特的作品目錄集（1951年出版），其姓氏首字母（D）也被應用於舒伯特作品的編號。在他的舒伯特研究之外，多伊奇對莫扎特、亨德爾和海頓等人的作品亦有涉獵。

## 生平
多伊奇出生在維也納一個猶太家庭，在維也納和格拉茨修習歷史和文學，之後進入维也纳大学的藝術室研究所，擔任助理，當時他的研究專長是畢德麥雅時期歷史（這點可以視為他後來轉向舒伯特研究的引子）。一次大戰期間，他的研究工作因為從軍而中斷。戰後，改行當起書商。大約在這個時期，多伊奇開始關注歷史音樂學，再之後更成為了一名音樂圖書館員，駐點在霍伯肯的資料庫進行研究。
1938年3月，奧地利併入德國，多伊奇避走英國，在劍橋安頓下來。一直到1951年，他才返回維也納。
逝世後，安葬於维也纳中央公墓。

## 作品

### 著作

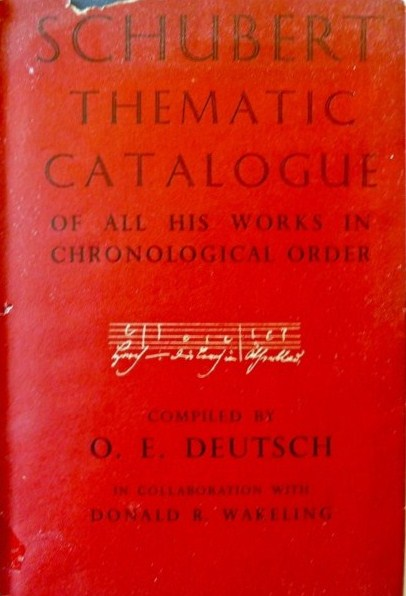
1951版的「多伊奇目錄」

- Deutsch, Otto Erich. . New York, W.W. Norton. 1955.[3]
- Deutsch, Otto Erich. . Stanford: Stanford University Press. 1965. 需付费查阅.
- Deutsch, Otto Erich. . J. M. Dent. 1951.

## 獲獎與榮譽
- 奧地利一等科學與藝術勳章，1959年[4]

## 評價
同是音樂學學者的英國音樂學家David Wyn Jones評價多伊奇的工作：「他堅信史料和圖像證據皆是音樂家傳記的重要元素，缺一不可。」是以在多伊奇所著的舒伯特、莫扎特、亨德爾等人的傳記中，都可以發現將相關跡證按時間序排列，使其自證其力的特點。多伊奇作為編者，其功能更傾向於補注，而非提出個人詮釋。